# Weather Underground
El Weather Underground fue una organización marxista de izquierda radical, fundada en 1969 en el campus de Ann Arbor de la  Universidad de Míchigan. Originalmente conocido como Weathermen, el grupo se organizó como una facción del liderazgo nacional de Students for a Democratic Society (SDS, Estudiantes por una Sociedad Democrática en español). Oficialmente conocida como Weather Underground Organization (WUO, Organización Weather Underground) a inicios de 1970, el objetivo político expreso del grupo era crear un partido revolucionario para derrocar al imperialismo estadounidense.
El FBI describió a Weather Underground (WUO) como un grupo terrorista doméstico con posiciones revolucionarias caracterizadas por el Black Power y la oposición a la Guerra de Vietnam. La WUO participó en ataques mediáticos como el escape de prisión de Timothy Leary en 1970. Los "Días de la Furia" fueron el primer motín de WUO en octubre de 1969 en Chicago, programado para coincidir con el juicio de los Siete de Chicago. En 1970, el grupo emitió una "Declaración de Estado de Guerra" contra el gobierno de los Estados Unidos con el nombre de "Organización Weather Underground".
En la década de los 70, la WUO llevó a cabo una campaña de ataques contra edificios gubernamentales y varios bancos. Algunos ataques fueron precedidos por advertencias de evacuación, junto con amenazas que identificaban el asunto en particular contra el que se pretendía protestar. Tres miembros del grupo murieron en una explosión de una casa de Greenwich Village accidental, pero ninguno murió en ninguno de los atentados. El comunicado de la WUO emitido en relación con el bombardeo del Capitolio de los Estados Unidos el 1 de marzo de 1971 indicó que fue "en protesta por la invasión estadounidense de Laos". El WUO afirmó que su bombardeo del 19 de mayo de 1972 del Pentágono fue "en represalia por el bombardeo estadounidense en Hanói". La WUO anunció que el ataque al edificio del Departamento de Estado de Estados Unidos el 29 de enero de 1975 fue "en respuesta a la escalada en Vietnam".
La WUO comenzó a desintegrarse después de que Estados Unidos alcanzara un acuerdo de paz en Vietnam en 1973 y desapareció formalmente en 1977. Algunos miembros del WUO se unieron a la Organización Comunista 19 de Mayo y continuaron sus actividades hasta la desaparición de ese grupo en 1985.
El grupo tomó su nombre de la letra de Bob Dylan, "No necesitas un meteorólogo para saber en qué dirección sopla el viento", de la canción "Subterranean Homesick Blues" de 1965. Ese verso de Dylan también fue el título de un documento distribuido en una convención del SDS en Chicago el 18 de junio de 1969. Este documento de fundación pedía que una "fuerza de lucha blanca" se aliara con el "Movimiento Negro de Liberación" y otros movimientos radicales, para lograr "la destrucción del imperialismo estadounidense y formar un mundo comunista sin clases".

## Trasfondo y origen
Los Weathermen surgieron de la oposición a la ocupación estadounidense en Vietnam con base en campus y los distintos movimientos de derechos civiles en los década de los 60. Uno de los factores que contribuyó a la radicalización de los miembros de la SDS fue el Proyecto de Acción e Investigación Económica que la SDS llevó a cabo en los barrios urbanos del norte de 1963 a 1968. Este proyecto tenía como objetivo crear un movimiento interracial de los pobres que se movilizara por completo y empleo justo o ingresos anuales garantizados y derechos políticos para los estadounidenses de la clase pobre. Su objetivo era crear una sociedad más democrática "que garantice la libertad política, la seguridad económica y física, una educación abundante e incentivos para una amplia variedad cultural". Si bien la fase inicial de la SDS involucró la organización del campus, la fase dos involucró la organización comunitaria. Estas experiencias llevaron a algunos miembros de SDS a concluir que un cambio social profundo no ocurriría a través de la organización comunitaria y la política electoral, y que se necesitaban tácticas más radicales y disruptivas.
A finales de la década de los 60, las Fuerzas Armadas de los Estados Unidos intensificaron su acción en el Sudeste de Asia, especialmente en Vietnam. En Estados Unidos, el sentimiento contra la guerra fue particularmente pronunciado durante las elecciones presidenciales estadounidenses de 1968.
Los orígenes de los weatherman se remontan al colapso y la fragmentación de los Estudiantes por una Sociedad Democrática, después de una división entre los titulares de cargos de SDS, u "Oficina Nacional", y sus partidarios y el Partido Laborista Progresista (PLP). Durante la lucha entre facciones, los líderes de la Oficina Nacional como Bernardine Dohrn y Michael Klonsky comenzaron a anunciar sus perspectivas emergentes, y Klonsky publicó un documento titulado "Hacia un Movimiento Juvenil Revolucionario" (RYM por sus siglas en inglés). RYM promovió la filosofía de que los trabajadores jóvenes poseían el potencial de ser una fuerza revolucionaria para derrocar al capitalismo, si no por sí mismos, entonces transmitiendo ideas radicales a la clase trabajadora. El documento de Klonsky reflejaba la filosofía de la Oficina Nacional y finalmente fue adoptado como doctrina oficial de SDS. Durante el verano de 1969, la Oficina Nacional comenzó a dividirse. Un grupo dirigido por Klonsky se hizo conocido como RYM II, y el otro lado, RYM I, fue dirigido por Dohrn y aprobó tácticas más agresivas como acción directa, ya que algunos miembros sintieron que años de resistencia no violenta habían hecho poco o nada para detener la guerra de Vietnam. Los meteorólogos simpatizaron fuertemente con el radical Partido Pantera Negra. El asesinato del guerrillero Fred Hampton llevó al Weatherman a emitir una declaración de guerra al gobierno de los Estados Unidos.

Hicimos una petición, demostramos, nos sentamos. Estaba dispuesto a que me golpearan en la cabeza, lo hice; Estaba dispuesto a ir a la cárcel, lo hice. Para mí, era una cuestión de qué se tenía que hacer para detener la violencia mucho mayor que estaba ocurriendo.
David Gilbert

### Convención del SDS, junio de 1969
En una convención de SDS en Chicago el 18 de junio de 1969, la Oficina Nacional intentó persuadir a los delegados no afiliados de que no respaldaran la adquisición de SDS por parte del Partido Laborista Progresista que había llenado la convención con sus partidarios. Para 1968 y 1969 afectarían profundamente al SDS, particularmente en las reuniones nacionales de los miembros, formando una facción disciplinada y bien arreglada que siguió la línea del Partido Laborista Progresista, uno es una declaración revisada del manifiesto RYM de Klonsky, el otro llamado "No necesitas un meteorólogo para saber en qué dirección sopla el viento".
El último documento describía la posición del grupo que se convertiría en los meteorólogos. Había sido firmado por Karen Ashley, Bill Ayers, Bernardine Dohrn, John Jacobs, Jeff Jones, Gerry Long, Howard Machtinger, Jim Mellen, Terry Robbins, Mark Rudd y Steve Tappis. El documento pedía la creación de un partido revolucionario clandestino.

La tarea más importante para nosotros para hacer la revolución, y el trabajo que deben realizar nuestros colectivos, es la creación de un movimiento revolucionario de masas, sin el cual un partido revolucionario clandestino será imposible. Un movimiento de masas revolucionario es diferente de la base de masas revisionista tradicional de "simpatizantes". Más bien es similar a la guardia Roja en China, basada en la plena participación e implicación de las masas populares en la práctica de hacer la revolución; un movimiento con plena voluntad de participar en la lucha violenta e ilegal.

En esta convención, la facción de Estudiantes por una Sociedad Democrática, fue planeada para el 8 y 11 de octubre, como una "Acción Nacional", para "traer la guerra a casa ". La Acción Nacional surgió de una resolución redactada por Jacobs y presentada en la reunión del Consejo Nacional SDS de octubre de 1968 en Boulder, Colorado. La resolución, titulada "Las elecciones no significan una mierda —Vote donde está el poder— Nuestro poder está en la calle" y adoptada por el consejo, fue impulsada por el éxito de las protestas de la Convención Nacional Demócrata en agosto de 1968 y reflejó la actitud de Jacobs fuerte defensa de acción directa.
Como parte del "Personal de Acción Nacional", Jacobs fue parte integral de la planificación de lo que rápidamente se denominó "Cuatro días de rabia". Para Jacobs, el objetivo de los "días de furia" era claro:

Weatherman empujara la guerra por sus gargantas tontas y fascistas y les mostraría, mientras estábamos en ello, cuánto mejor éramos que ellos, tanto táctica como estratégicamente, como pueblo. En una guerra civil total sobre Vietnam y otro imperialismo fascista de Estados Unidos, íbamos a llevar la guerra a casa. "Convertir la guerra de los imperialistas en una guerra civil", en palabras de Lenin. E íbamos a patear traseros.

En julio de 1969 treinta miembros de la naciente Weather Underground viajaron a Cuba y se reunieron con representantes de Vietnam del Norte para aprovechar su experiencia revolucionaria. Los norvietnamitas solicitaron una acción política armada para detener la guerra del gobierno de Estados Unidos en Vietnam. Posteriormente, aceptaron financiamiento, capacitación, recomendaciones sobre tácticas y consignas de Cuba, y quizás también explosivos.

### Convención de diciembre de 1969
Después de los disturbios de los Días de Furia, el Weatherman celebró la última de sus reuniones del Consejo Nacional del 26 al 31 de diciembre de 1969 en Flint, Míchigan. La reunión, denominada "Consejo de guerra" por las trescientas personas que asistieron, adoptó el llamado de Jacobs a una revolución violenta. Dohrn abrió la conferencia diciéndoles a los delegados que debían dejar de tener miedo y comenzar la "lucha armada". Durante los siguientes cinco días, los participantes se reunieron en grupos informales para discutir lo que significaba "pasar a la clandestinidad", la mejor forma de organizar colectivos y las justificaciones de la violencia. Por la noche, los grupos se volvieron a reunir para un "wargasm" masivo (practicar karate, hacer ejercicio físico), cantando canciones y escuchando discursos.
El Consejo de Guerra terminó con un importante discurso de John Jacobs. Jacobs condenó el "pacifismo" de la juventud estadounidense blanca de clase media, una creencia que afirmó que tenían porque estaban aislados de la violencia que afligía a los negros y los pobres. Predijo una revolución exitosa y declaró que la juventud se estaba alejando de la pasividad y la apatía y hacia una nueva cultura de alta energía de "repersonalización" provocada por las drogas, el sexo y la revolución armada. "Estamos en contra de todo lo que es 'bueno y decente' en Estados Unidos", dijo Jacobs en su declaración más citada. "Quemaremos, saquearemos y destruiremos. Somos la incubación de la pesadilla de tu madre".
Dos decisiones importantes surgieron del Consejo de Guerra. El primero fue pasar a la clandestinidad y comenzar una lucha armada violenta contra el estado sin intentar organizar o movilizar a una amplia franja de la opinión pública. The Weather Underground esperaba crear colectivos clandestinos en las principales ciudades del país. De hecho, los Weathermen finalmente crearon sólo tres colectivos activos importantes; uno en California, uno en el Medio Oeste y uno en la ciudad de Nueva York. El colectivo de la ciudad de Nueva York estaba dirigido por Jacobs y Terry Robbins, e incluía a Ted Gold, Kathy Boudin, Cathlyn Platt Wilkerson (novia de Robbins) y Diana Oughton. Jacobs era uno de los mayores partidarios de Robbins y presionó a los Weathermen para que permitieran que Robbins fuera tan violento como él quería. El liderazgo nacional de Weatherman estuvo de acuerdo, al igual que el colectivo de la ciudad de Nueva York. El primer objetivo del colectivo fue el juez John Murtagh, que supervisaba el juicio de algunos miembros de los Panteras Negras.
La segunda decisión importante fue la disolución de SDS. Después de la fragmentación de SDS en el verano de 1969, los seguidores de Weatherman se proclamaron explícitamente como los "verdaderos líderes" de SDS y retuvieron el control de la Oficina Nacional de SDS. A partir de entonces, cualquier folleto, etiqueta o logotipo que llevara el nombre "Estudiantes por una sociedad democrática" (SDS) era de hecho el punto de vista y la política de Weatherman, no de la lista elegida por el partido progresista.
En el Consejo de Guerra, los Weatherman  habían decidido cerrar la Oficina Nacional de SDS, poniendo fin a la principal organización popular de la década de los 60's, que en su apogeo era una organización de masas con 100.000 miembros.

## Ideología
La tesis de la teoría del Weatherman, tal como se expone en su documento fundacional, "No se necesita un meteorólogo para saber en qué dirección sopla el viento", fue que "la principal lucha que se está librando en el mundo de hoy es entre el imperialismo estadounidense y la liberación nacional que lucha contra él",  basado en la teoría del imperialismo de Lenin, expuesta por primera vez en 1916 en "El imperialismo, fase superior del capitalismo". En la teoría de Weatherman, los "pueblos oprimidos" son los creadores de la riqueza del imperio, "y a ellos les pertenece". "El objetivo de la lucha revolucionaria debe ser el control y uso de esta riqueza en interés de los pueblos oprimidos del mundo". "El objetivo es la destrucción del imperialismo estadounidense y el logro de un mundo sin clases: el comunismo mundial".
Los vietnamitas y otros países del tercer mundo, así como los habitantes del tercer mundo dentro de los Estados Unidos, juegan un papel de vanguardia revolucionaria. Ellos "establecen los términos para la lucha de clases en Estados Unidos". El papel del "Movimiento de la Juventud Revolucionaria" es construir una organización centralizada de revolucionarios, un "Partido marxista-leninista" apoyado por un movimiento revolucionario de masas para apoyar los movimientos de liberación internacionales y "abrir otro campo de batalla de la revolución".
La base teórica del Movimiento de la Juventud Revolucionaria fue una idea que la mayoría de la población estadounidense, incluidos los estudiantes y la supuesta "clase media", comprendía, debido a su relación con los instrumentos de producción, la clase obrera, por lo tanto, la base organizativa de la SDS, que había comenzado en las universidades de élite y se había extendido a las instituciones públicas a medida que la organización crecía, podía extenderse a los jóvenes en su conjunto, incluidos los estudiantes, los militares y los desempleados. Los estudiantes pueden verse como trabajadores que adquieren habilidades antes del empleo. Esto contrastaba con la visión del Partido Laborista Progresista, que consideraba que los estudiantes y los trabajadores estaban en categorías separadas que podían aliarse, pero no deberían organizarse conjuntamente.
El análisis del FBI de la historia de viajes de los fundadores y seguidores iniciales de la organización enfatizó los contactos con gobiernos extranjeros, particularmente los cubanos y norvietnamitas y su influencia en la ideología de la organización. La participación en la Brigada Venceremos, un programa que involucró a estudiantes estadounidenses que se ofrecieron como voluntarios para trabajar en la zafra azucarera en Cuba, se destaca como un factor común en el trasfondo de los fundadores de Weather Underground, con China una influencia secundaria. Esta experiencia fue citada por Kathy Boudin y Bernardine Dohrn como una gran influencia en su desarrollo político. Terry Robbins tomó el nombre de la organización de la letra de la canción de Bob Dylan "Subterranean Homesick Blues". La letra se había citado al final de un influyente ensayo del periódico SDS, "New Left Notes". Al usar este título, los meteorólogos pretendían, en parte, apelar al segmento de la juventud estadounidense inspirada a la acción por justicia social por las canciones de Dylan.
El grupo Weatherman había sostenido durante mucho tiempo que la militancia se estaba volviendo más importante que el pacifismo formas de contra la guerra, y que las manifestaciones en los campus universitarios debían estar marcadas con acciones más dramáticas, que tenían el potencial de interferir con el aparato de seguridad interno del ejército estadounidense y el FBI. La creencia era que este tipo de acciones guerrilleras actuarían como un catalizador para la revolución venidera. De hecho, muchos eventos internacionales parecían apoyar la afirmación de que se avecinaba una revolución mundial, como la tumultuosa Revolución Cultural en China; las revueltas estudiantiles de 1968 en Francia, la Masacre de Tlatelolco en la Ciudad de México y otros lugares, la Primavera de Praga, la Asociación por los derechos civiles de Irlanda del Norte, el surgimiento de la organización Tupamaros en Uruguay, el surgimiento de la revolución de Guinea-Bissau y movimientos de independencia similares marxistas en toda África, y dentro de los Estados Unidos, la prominencia del Partido Pantera Negra, junto con una serie de "rebeliones del gueto" en los barrios pobres negros de todo el país.

Sentimos que no hacer nada en un período de violencia represiva es en sí mismo una forma de violencia. Esa es realmente la parte que creo que es más difícil de entender para la gente. Si te sientas en tu casa, vives tu vida blanca y vas a tu trabajo blanco, y permites que el país en el que vives asesine gente y cometa genocidio, y te sientas allí y no haces nada al respecto, eso, eso es violencia.
Naomi Jaffe

Los meteorólogos fueron críticos abiertos de los conceptos que más tarde se conocieron como "privilegio blanco" (descrito como privilegio de piel blanca) y políticas de identidad. A medida que el desorden civil en los barrios negros pobres se intensificó a principios de la de los 70's, Bernardine Dohrn dijo: "Los jóvenes blancos deben elegir bando ahora". "Deben luchar del lado de los oprimidos o estar del lado del opresor". Los weatherman pidieron el derrocamiento del gobierno de los Estados Unidos.

### Antiimperialismo, antirracismo y privilegio blanco
Los miembros de Weather sostuvieron que su postura difería del resto de los movimientos en ese momento en el sentido de que basaban sus críticas en la noción de que estaban involucrados en "una lucha antiimperialista y antirracista". Weather puso al proletariado internacional en el centro de su teoría política. Weather advirtió que otras teorías políticas, incluidas las que abordan los intereses de clase o los intereses de la juventud, estaban "obligadas a conducir en una dirección racista y chovinista". Weather denunció otras teorías políticas de la época como "objetivamente racistas" si no se ponían del lado del proletariado internacional; tales teorías políticas, argumentaron, debían ser "destruidas".
Los miembros de Weather sostuvieron además que los esfuerzos por "organizar a los blancos contra su propia opresión percibida" eran "intentos de los blancos de obtener aún más privilegios de los que ya obtienen del nexo imperialista". La teoría política del Weather buscaba hacer de cada lucha una lucha antiimperialista, antirracista, de esta premisa surgió su cuestionamiento de conceptos críticos que luego se conocerían como "privilegio blanco". Como escribe el historiador Dan Berger, Weather planteó la pregunta "¿qué significa ser una persona blanca que se opone al racismo y al imperialismo?".
En un momento, los Weatherman adoptaron la creencia de que todos los bebés blancos estaban "contaminados con el pecado original" del "privilegio de la piel", declarando que "todos los bebés blancos son cerdos" y una miembro le dijo al poeta feminista Robin Morgan "No tienes derecho a ese bebé macho cerdo" después de que vio a Morgan amamantando a su hijo y le dijo a Morgan que tirara al bebé a la basura. Charles Manson era un tema de conversación en el grupo y Bernardine Dohrn afirmó que realmente entendía la iniquidad de la América blanca, con la familia Manson siendo elogiada por el asesinato de Sharon Tate; Posteriormente, en la celda Dorn hizo su saludo con un gesto de cuatro dedos que representaba el "tenedor" utilizado para apuñalar a Tate.

### Práctica
Poco después de su formación como grupo independiente, el Weather creó un comité central, el Weather Bureau, que asignó a sus cuadros a una serie de colectivos en las principales ciudades. Estas ciudades incluían Nueva York, Boston, Seattle, Filadelfia, Cincinnati, Buffalo y Chicago, el hogar de la oficina central de SDS. Los colectivos creados por el Weather extrajeron su diseño de la teoría del foco del Che Guevara, que se centró en la construcción de pequeñas células semiautónomas guiadas por un liderazgo central.
Para tratar de convertir a sus miembros en revolucionarios empedernidos y promover la solidaridad y la cohesión, los miembros de los colectivos se involucraron en intensas sesiones de crítica que intentaron conciliar sus actividades anteriores y actuales con la "doctrina Weathermen". Estas sesiones de "crítica autocrítica" (también llamadas "Crític Self-Critic, "CSC" o "Weatherfries") fueron la parte más angustiosa de la vida en el colectivo. Derivado de técnicas maoístas, pretendía erradicar las tendencias racistas, individualistas y chovinistas dentro de los miembros del grupo. En su momento más intenso, los miembros serían reprendidos por hasta una docena o más de horas sin parar por sus fallas. Se pretendía hacer creer a los miembros del grupo que, en el fondo, eran supremacistas blancos al someterlos a constantes críticas para derribarlos. Las sesiones se utilizaron para ridiculizar e intimidar a quienes no estaban de acuerdo con la línea del partido y forzarlos a aceptar. Sin embargo, las sesiones también tuvieron un éxito casi completo en la purga de informantes potenciales de las filas de los Weathermen, lo que los convirtió en cruciales para la supervivencia de los Weathermen como organización clandestina. Los Weathermen también estaban decididos a destruir el "individualismo burgués" entre los miembros que podría interferir con su compromiso tanto con los Weathermen como con el objetivo de la revolución. Se renunciaba a la propiedad personal o se entregaba al colectivo, y los ingresos se utilizaban para comprar las necesidades del grupo y los miembros que soportaban condiciones de "vida espartana". Se prohibieron las comodidades convencionales y se exaltó el liderazgo, otorgándoles un inmenso poder sobre sus subordinados (en algunos colectivos el liderazgo podía incluso dictar decisiones personales como adónde ir). Se practicaban artes marciales y se participaba en acción directa ocasional. Críticos de la monogamia, lanzaron una campaña de "romper la monogamia", en la que las parejas (cuyo afecto se consideraba inaceptablemente posesivo, contrarrevolucionario o incluso egoísta) debían dividirse. Aparte, los colectivos se sometieron a una rotación forzada de parejas sexuales (incluidas las denuncias de que algunos líderes masculinos rotaban a las mujeres entre los colectivos para acostarse con ellas) y, en algunos casos, participaban en orgías sexuales. Esta formación continuó durante 1969 y 1970 hasta que el grupo pasó a la clandestinidad y se adoptó un estilo de vida más relajado cuando el grupo se mezcló con la contracultura.
La vida en los colectivos podía ser especialmente dura para las mujeres, que constituían aproximadamente la mitad de los miembros. Su despertar político había incluido una creciente conciencia del sexismo, pero a menudo descubrieron que los hombres tomaban la iniciativa en las actividades y debates políticos, mientras que las mujeres a menudo se dedicaban al trabajo doméstico, además de verse confinadas a roles de liderazgo de segundo nivel. Ciertas creencias políticas feministas tuvieron que ser repudiadas o silenciadas y las mujeres tuvieron que demostrar, independientemente de sus credenciales activistas anteriores, que eran tan capaces como los hombres para participar en la acción política como parte de los "cuadros de mujeres", que se sentían impulsados por machismo forzado y fracasó en promover una solidaridad genuina entre las mujeres. Si bien la política sexual de Weathermen permitió a las mujeres afirmar su deseo y explorar las relaciones entre ellas, también las hizo vulnerables a la explotación sexual.

### Reclutamiento
Weather utilizó varios medios para reclutar nuevos miembros y puso en marcha una revuelta nacional contra el gobierno. Los miembros de Weather tenían como objetivo movilizar a la gente a la acción contra los líderes establecidos de la nación y los patrones de injusticia que existían en Estados Unidos y en el extranjero debido a la presencia de Estados Unidos en el extranjero. También tenían como objetivo convencer a las personas de resistir la confianza en su privilegio otorgado y rebelarse y tomar las armas si fuera necesario. Según Weatherman, si las personas toleraban las acciones injustas del estado, se convertían en cómplices de esas acciones. En el manifiesto compilado por Bill Ayers, Bernardine Dohrn, Jeff Jones, y Celia Sojourn, titulado "Prairie Fire: The Politics of Revolutionary Anti-Imperialism", Weatherman explicó que su intención era animar a la gente y provocar saltos de confianza y conciencia en un intento de despertar la imaginación, organizar a las masas y unirse a las luchas del día a día de la gente de todas las formas posibles.
En el año 1960, más de un tercio de la población estadounidense tenía menos de 18 años. El número de ciudadanos jóvenes preparó el escenario para una revuelta generalizada contra las estructuras percibidas de racismo, sexismo y clasismo, la violencia de la guerra de Vietnam y las intervenciones de Estados Unidos en el extranjero. En los campus universitarios de todo el país, la ira contra las prácticas del "Establecimiento" provocó protestas tanto pacíficas como violentas. Los miembros de Weatherman se dirigieron a estudiantes de secundaria y universitarios, asumiendo que estarían dispuestos a rebelarse contra las figuras autoritarias que los habían oprimido, incluidos policías, directores y jefes. Weather tenía como objetivo desarrollar raíces dentro de la lucha de clases, apuntando a los jóvenes blancos de clase trabajadora. Los miembros más jóvenes de la clase trabajadora se convirtieron en el foco del esfuerzo organizativo porque sintieron fuertemente la opresión con respecto al reclutamiento militar, los trabajos de bajos salarios y la educación.
Las escuelas se convirtieron en un lugar común de reclutamiento para el movimiento. En acciones directas, denominadas "Jailbreaks", los miembros de Weather invadieron instituciones educativas como un medio para reclutar estudiantes de secundaria y universitarios. La motivación de estas fugas fue la creencia de la organización de que la escuela era el lugar donde los jóvenes eran oprimidos por el sistema y donde aprendían a tolerar las fallas de la sociedad en lugar de levantarse contra ellas. Según "Prairie Fire", los jóvenes son canalizados, coaccionados, engañados, mal educados, mal utilizados en el entorno escolar. Es en las escuelas donde la juventud de la nación se aleja de los auténticos procesos de aprendizaje sobre el mundo. Las facciones de la organización Weatherman comenzaron a reclutar miembros aplicando sus propias estrategias. Grupos de mujeres como The Motor City Nine y Cell 16 tomaron la iniciativa en varios esfuerzos de reclutamiento. Roxanne Dunbar-Ortiz, miembro del grupo radical de liberación de mujeres Cell 16 habló sobre su agenda de reclutamiento personal y dijo que quería que su grupo saliera a todos los rincones del país y les dijera la verdad a las mujeres, reclutar a la gente local, pobres y obreros, para construir una nueva sociedad.
Berger explica la controversia en torno a las estrategias de reclutamiento diciendo: "Como estrategia de organización, no tuvo éxito: los jóvenes blancos de clase trabajadora estaban más alienados que organizados por los espectáculos de Weather, e incluso algunos de los interesados en el grupo se sintieron desanimados por sus travesuras iniciales". Los métodos de reclutamiento aplicados por los Weathermen generaron controversia a medida que su llamado a las armas se volvió intensamente radical y el liderazgo de su organización cada vez más exclusivo.

#### Propaganda armada
En 2006, Dan Berger (reconocido escritor, activista y organizador antirracista desde hace tiempo) afirma que después de su conjunto inicial de atentados con bomba, que resultó en la explosión de la casa adosada de Greenwich Village, Nueva York, la organización adoptó un nuevo paradigma de acción directa establecido en el comunicado New Morning, Changing Weather, que abjuraba de los ataques a la gente. El cambio en la perspectiva de la organización se debió en gran parte a la muerte en 1970 de Weatherman Terry Robbins, Diana Oughton y Ted Gold, todos estudiantes graduados, en la explosión de una casa adosada en Greenwich Village. Terry Robbins era reconocido entre los miembros de la organización por su radicalismo y creencia en la violencia como acción efectiva.

## Ataques relevantes
Algunos días antes de los disturbios de los días de furia, en las manifestaciones del 6 de octubre de 1969, el Weatherman plantó una bomba que hizo estallar una estatua en Chicago que conmemoraba la muerte de los agentes de policía durante el motín de Haymarket de 1886.[23] La explosión rompió casi cien ventanas y dispersó pedazos de la estatua en la Autopista Kennedy debajo. La ciudad reconstruyó la estatua y la inauguró el 4 de mayo de 1970, pero Weathermen también la hizo estallar el 6 de octubre de 1970. La ciudad reconstruyó la estatua una vez más, y el alcalde Richard J. Daley colocó una guardia policial las 24 horas para protegerla, pero los Meteorólogos también destruyeron la tercera. La ciudad se comprometió y reconstruyó el monumento una vez más, pero esta vez lo ubicaron en la Jefatura de Policía de Chicago.